# 공포 (법률)
공포(公布)는 최종 재가, 결제 혹은 승인된 새로운 법률안이나 조약안, 명령안을 관보에 게재하거나 웹사이트를 통해 알리는 입법절차이며 법률 용어이다. 대한민국을 비롯한 몇몇 국가에서는 공포 절차가 법령의 효력 발생을 위한 필수 절차이다.

## 국가 별 정보

### 대한민국
대한민국 헌법에 법률안 성립 절차에 대해 서술되어 있으며, 공포 절차는 법령 등 공포에 관한 법률에 규정되어 있다.
국회에서 의결된 법률안은 정부에 이송되어 15일이내에 대통령이 공포한다.— 대한민국 헌법 제53조

법령을 시행하기 위해서는 공포가 있어야하며 법령의 효력발생요건 중 하나이다. 대통령의 재가를 받은 볍률안이나 대통령령은 법제처에서 공포번호를 부여하여 행정안전부에 관보게제 요청을 통해 공포하며, 공포를 통해 해당 법률과 대통령령이 성립되게 된다.
공표(公表)와 공포(公布)는 다른데, 공표는 여러 사람에게 널리 드러내어 알린다는 뜻으로, 법적 효력을 가지는 행위는 아니다.

## 같이 보기
- 공포일
- 공표